# 梁丘赐
梁丘赐（？—23年），中国新朝政治人物。前队属正（新制南阳郡都尉）。

## 生平
南阳人李通和堂弟李轶联合刘伯升兄弟，打算在立秋那天，趁骑兵武士大阅时，劫持前队大夫甄阜和梁丘赐，聚众起兵。事泄，未成。刘伯升起兵攻克湖阳、棘阳。22年十一月，刘伯升打算进攻宛城，挺进到小长安聚，与甄阜、梁丘赐交战。大雾迷漫，汉军大败。刘伯升的妹妹刘元、弟弟刘仲阵亡。刘伯升退到棘阳据守。甄阜、梁丘赐乘胜把物资留於蓝乡，率精兵十万南渡潢淳河，到达了沘河，在两河之间扎营布防，破坏背后桥梁，表示绝不回师。23年正月初一，汉军与下江兵一同攻打向甄阜、梁丘赐军，斩甄阜、梁丘赐，杀士兵二万余人。